# 黄 (姓)
黄（こう）は、漢姓の一つ。

## 中国
黄（こう）は、中華圏の姓の一つで、『百家姓』の96番目。2020年の中華人民共和国の第7回全国人口調査（国勢調査）に基づく姓氏統計によると中国で7番目に多い姓であり、3393.91万人がいる。
南方では特に多く、2018年の内政部の統計によると、台湾では陳・林に次いで3番目に多い姓である、1,462,693人がいる（うち正体字の「黃」は1,426,788人、異体字の「黄」は35,905人）。また、チワン族にも多い。2013年の統計では黄は広西チワン族自治区で最大の姓で、人口の1割を占める543.7万人が黄姓だった。
普通話を元にしたカナ表記ではホアン（ファン）、広東語はウォン、福建語はン（ウン）あるいはウィーのようになる。なお、広東語や呉語では「黄」と「王」は完全に同音になってしまい、どちらも多い姓なので紛らわしい。区別するため、「黄」を「くさかんむりの黄」「腹が大きい黄」などと呼ぶことが多い。ただし、広東語が用いられる香港・広州などの地域では「黄」が2番目に多い姓であるため、普通は「黄」と連想できる。

### 歴史上の人物
- 春申君 - 戦国楚の令尹。姓名は黄歇。
- 黄覇 - 前漢の丞相。
- 黄琬 - 後漢末の人物。
- 黄祖 - 後漢末の劉表の武将。
- 黄蓋 - 後漢末の呉の武将。
- 黄忠 - 後漢末の蜀漢の武将。
- 黄権 - 後漢末から三国時代の劉璋・蜀漢・魏の武将・政治家。
- 黄夫人 - 蜀漢の人物。諸葛亮の妻。
- 黄皓 - 蜀漢の宦官。
- 黄初平 - 東晋の仙人。
- 黄巣 - 唐末の反乱指導者。
- 黄庭堅 - 北宋の詩人。
- 黄公望 - 元の画家。
- 黄道周 - 明末の政治家、書家。
- 黄宗羲 - 明末清初の学者。
- 黄龍士 - 清の囲碁棋士。
- 黄遵憲 - 清末の外交官、詩人。
- 黄勝 - 19世紀の香港のジャーナリスト。
- 黄侃 - 清末から中華民国にかけての革命運動家、学者。

### 中華人民共和国
- 黄克誠 - 軍人。
- 黄昆 - 物理学者。
- 黄仁宇（中国語版） - 歴史学者。
- 黄博文 - サッカー選手。
- 黄欣彤 - フィギュアスケート選手。
- 黄志紅 - 陸上選手。
- 黄奕中 - 囲碁棋士。
- 黄永吉 - 囲碁棋士。
- 黄暁明 - 俳優。
- 黄奕 - 女優。
- 黄聖依 - 女優。
- ファン・ズータオ（黄子韜） - 歌手。
- 黄仁俊 - 歌手。

### 台湾
- 黄信介 - 政治家。
- 黄志芳 - 政治家。
- 黄昆輝 - 政治家。
- 黄兆明 - 司教。
- 黄明志 - 作家。
- 黄昭堂 - 政治運動家。
- 黄文雄 (政治家) - 政治運動家。
- 黄文雄 (評論家) - 台湾出身の日本の評論家。
- 黄翊祖 - 台湾出身の日本の囲碁棋士。

### 香港
- 黄之鋒 - 学生運動家。
- 黄玉郎 - 漫画家。
- 黄蘊瑤 - 自転車競技選手。
- ウォン・カークイ（黄家駒）- 音楽家。
- 黄耀明 - 音楽家。
- アンソニー・ウォン（黄秋生） - 俳優。
- フェリックス・ウォン（黄日華）- 俳優。
- エンメ・ウォン（黄伊汶）- 歌手、女優。
- レース・ウォン（黄婉伶）- マレーシア出身の女優。
- 黄旭熙 - 歌手。

### その他
- Namewee（黄明志）- マレーシアのマルチタレント。
- ウン・テンフォン（黄廷方）- シンガポールの実業家。
- 黄義達 - シンガポールの音楽家。
- アンジェリク・ウィジャヤ（黄依林）- インドネシアのテニス選手。
- B・D・ウォン（黄栄亮）- アメリカ合衆国の俳優。
- 黄小娥 - 日本の易者。
- デビッド・ヘンリー・ファン - アメリカの脚本家。

### 架空の人物
- 黄奎 - 『三国志演義』の登場人物。黄琬の子。
- 黄信 - 『水滸伝』の登場人物。
- 黄蓉 - 『射鵰英雄伝』『神鵰剣俠』の登場人物。
- 黄薬師 - 『射鵰英雄伝』『神鵰剣俠』の登場人物。黄蓉の父。
- 黄歩鈴 - 『東京ミュウミュウ』の登場人物。
- 黄宝鈴 - 『TIGER&BUNNY』の登場人物。

## ベトナム
黄（ホアン、フイン）は、ベトナムで5番目に多い姓で、人口の5.1%を占める。
「黄」の字の本来の読みは「ホアン」（Hoàng）である。「フイン」（Huỳnh）という読みは、広南国主阮潢（グエン・ホアン）の名を避諱したものという。

### ホアン
- 黄継炎（中国語版）（ホアン・ケー・ヴィエム） - 清仏戦争でフランス軍と戦った将軍。
- 黄氏菊（中国語版） - 端徽皇太后。保大帝の母。
- ホアン・ヴァン・ホアン（英語版）（黄文歓） - インドシナ共産党の創立者の一人。
- ホアン・ヴァン・タイ（黄文太） - 軍人、政治家。
- ホアン・アイン・トゥアン（黃氏垂） - 有名なモデル。
- ホアン・スアン・ハン（黄春瀚） - 数学者、歴史学者。
- バオ・ニン - 小説家。本名はホアン・アウ・フォン。
- ホアン・アイン・トゥアン（英語版）（黄英俊） - 重量挙げ選手。
- ホアン・タイン・チャン（英語版）}（黄清荘） - チェスのグランドマスター。

### フイン
- フイン・フー・ソー（英語版）（黄富楚） - ホアハオ教の開祖。
- フイン・トゥク・カン（英語版）（黄叔抗） - 独立運動家。
- フイン・ヴァン・カオ（英語版）（黄文高） - ベトナム共和国の軍人。
- フィン・コン・ウト（黄公崴） - 報道写真家、反戦運動家。
- フイン・タン・ファット（黄晋発） - 南ベトナム解放民族戦線のメンバー、南ベトナム共和国の首相。
- フイン・クアン・タイン（英語版）（黄光清） - サッカー選手。